# Antoni Bellpuig
Antoni Bellpuig (Taradell, 1749 - ?) fou un religiós català. Després dels estudis inicials, cursà gramàtica, filosofia i teologia escolàstica al Seminari de Vic. Anà a la Universitat de Gandia per doctorar-se en teologia. Tornà a Vic per estudiar teologia moral (consta com a estudiant d'aquesta matèria en el curs 1773-74). El curs següent, i després d'haver-la substituïda durant un curs, entrà de catedràtic de teologia escolàstica. Davant la càtedra hi estigué set anys (1775-82). Els tres primers ensenyava tant en la càtedra de prima com de vespres. Més tard Manuel Comes ensenyà en la càtedra les tardes. S'ordenà sacerdot en 1777. Un any més tard, en 1778, obtingué per col·lació la rectoria de Sant Martí Sescorts. En 1779 dirigí conclusions generals de teologia (publicades aquell maig per la impremta vigatana de Josep Tolosa). El 1782 obtingué una càtedra de moral. En 1786 optà, sense èxit, a una canongia lectoral de la catedral de Vic.